# 3. HVL 2020.
Treća hrvatska vaterpolska liga za 2020. godinu, igrana u skupinama "Rijeka" i "šibenik". 

## Ljestvice i rezultati

### Rijeka
Ljestvica
| mj | klub                 | ut | pob | ner | por | gol+ | gol- | bod |
| -- | -------------------- | -- | --- | --- | --- | ---- | ---- | --- |
| 1. | Lošinj (Mali Lošinj) | 6  | 6   | 0   | 0   | 82   | 50   | 18  |
| 2. | Delfin Rovinj        | 6  | 4   | 0   | 2   | 91   | 61   | 12  |
| 3. | Pula                 | 6  | 2   | 0   | 4   | 52   | 79   | 6   |
| 4. | Crikvenica           | 6  | 0   | 0   | 6   | 39   | 74   | 0   |

 Izvori: 

 hvs.hr, 3. HVL Rijeka 

 hvs.hr, 3. HVL Rijeka, wayback 

 vklosinj.com, 6. kolo i ljestvica 

### Šibenik
Ljestvica
| mj                       | klub                      | ut | pob | ner | por | gol+ | gol- | bod |
| ------------------------ | ------------------------- | -- | --- | --- | --- | ---- | ---- | --- |
| 1.                       | Gusar Sveti Filip i Jakov | 6  | 5   | 1   | 0   | 78   | 44   | 16  |
| 2.                       | Tisno                     | 7  | 4   | 1   | 2   | 76   | 66   | 13  |
| 3.                       | Brodograditelj Betina     | 5  | 4   | 0   | 1   | 64   | 45   | 12  |
| 4.                       | Biograd (Biograd na Moru) | 8  | 1   | 0   | 7   | 68   | 98   | 3   |
| 5.                       | Vodice                    | 6  | 1   | 0   | 5   | 65   | 98   | 3   |
|                          |                           |    |     |     |     |      |      |     |
| ljestvica bez 4 utakmice |                           |    |     |     |     |      |      |     |

 Izvori: 

 hvs.hr, 3. HVL Šibenik 

 hvs.hr, 3. HVL Šibenik, waybackd 

## Za prvaka 3. HVL
| datum | mjesto      | klub1                | rez. | klub2                     | napomena             | izvori      |
| ----- | ----------- | -------------------- | ---- | ------------------------- | -------------------- | ----------- |
|       | Mali Lošinj | Lošinj (Mali Lošinj) | 9:10 | Gusar Sveti Filip i Jakov | "Gusar" prvak 3. HVL | [ 6 ] [ 7 ] |

## Unutarnje poveznice
- Treća hrvatska vaterpolska liga
- Prvenstvo Hrvatske 2020.

## Vanjske poveznice
- hvs.hr